# Halowe Mistrzostwa Europy w Lekkoatletyce 1987 – bieg na 3000 m kobiet
Bieg na 3000 metrów kobiet – jedna z konkurencji biegowych rozgrywanych podczas halowych lekkoatletycznych mistrzostw Europy w hali Stade couvert régional w Liévin. Rozegrano od razu bieg finałowy 22 lutego 1987. Zwyciężyła reprezentantka Wielkiej Brytanii Yvonne Murray. Tytułu zdobytego na poprzednich mistrzostwach nie broniła Ines Bibernell z Niemieckiej Republiki Demokratycznej.

## Rezultaty

### Finał
Wystartowało 6 biegaczek.
Opracowano na podstawie materiału źródłowego.
| Miejsce | Zawodniczka       | Czas    | Uwagi |
| ------- | ----------------- | ------- | ----- |
| 1       | Yvonne Murray     | 8:46,06 | CR    |
| 2       | Elly van Hulst    | 8:51,40 |       |
| 3       | Brigitte Kraus    | 8:53,01 |       |
| 4       | Vera Michallek    | 8:55,58 |       |
| 5       | Christina Mai     | 8:56,98 |       |
| 6       | Ingrid Delagrange | 9:11,38 |       |